# コウボウムギ
コウボウムギ（弘法麦、学名：Carex kobomugi）は、単子葉植物カヤツリグサ科スゲ属の多年草。砂浜に群生する海浜植物のひとつ。

## 特徴
砂の中に長く匍匐茎を延ばし、各所から地上へ出る茎を伸ばす。砂の上から見れば、やや間を開けて砂の表面に葉を出した群落になる。葉は根出状に出て、黄緑色でつやがあり、厚みがあって硬く、先端へと細まって巻く。葉の縁にはざらつきがある。
花茎は春に出る。スゲ属では数少ない雌雄異株で、まれに同株や一つの穂に両方の花が出ることがあるという。花茎は高さ20cm位になり、硬くて直立し、先端に太い淡い黄緑色の穂を一つつける。実際には短く詰まった多数の小穂が集まったものである。雄花の穂はこん棒状で、全面から葯が出る。雌花序もこん棒状。一面に果胞がつく。
果胞は長さ1cmほどとかなり大きく、楕円形で偏平、先端ははっきりした長い嘴になり、その縁に鋸歯が見られる。

## 利用
名前の弘法麦の由来は、かつて茎の基部の分解した葉鞘の繊維が筆を作るのに使われた事から、筆ならば弘法大師（空海）様だ、というようなことであるらしい。別名としてフデクサというのもある。

果実が食用にされた例もある。

## 生育環境

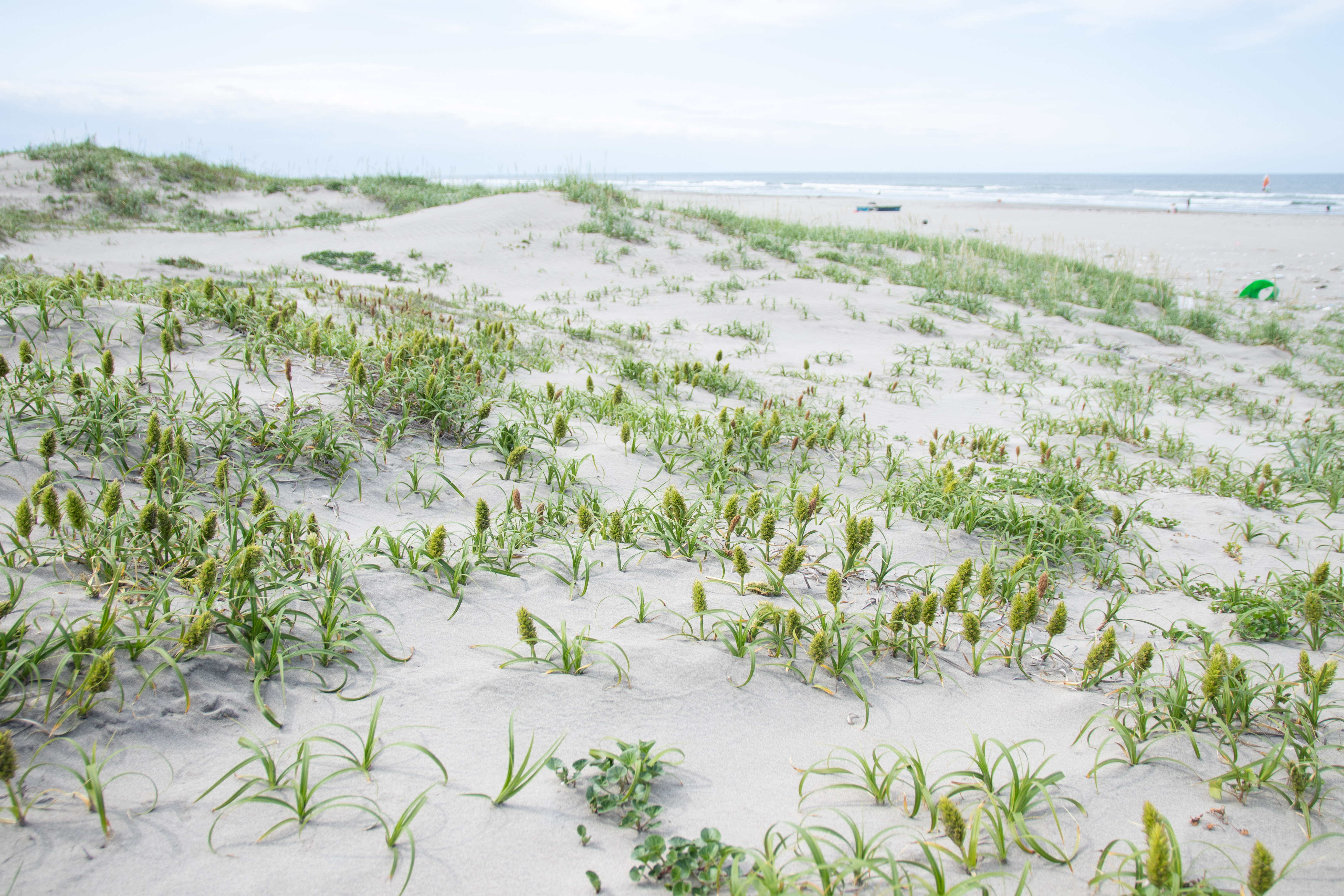
コウボウムギの群生地
（茨城県神栖市・波崎海岸）

砂浜に生育する、代表的な海浜植物である。比較的よく発達した砂浜でしか見かけることが少ない。そのため、海岸線の改修工事などによって砂浜が削られて消失することがあり、生育地は減少している。
分布は北海道西岸から琉球列島にかけて、また、朝鮮から台湾、中国東北部・北部、ウスリーにわたる。

## 近似種
エゾノコウボウムギは、コウボウムギとほぼ同じ姿であるが、より葉鞘が濃い色で、茎はつよく三角、ざらつきが激しく、果胞は熟すと開出し、嘴がとがるなどさまざまな点で異なる。コウボウムギとは住み分けて北海道東側から東アジア北部を経て北アメリカ西海岸まで分布する。

## 類似種
同じように砂浜に生えるスゲにコウボウシバがある。シオクグに近い種であり、花序はより普通のスゲに近いので、花序があれば区別はやさしい。しかし、葉だけの場合には、よく似た姿である。コウボウムギのほうが葉が黄緑で、幅広く、縁がざらつく。コウボウムギほど砂浜にうるさくなく、礫海岸や岩磯であっても、ちょっと砂がたまっていれば生えていることもあるので、あちこちで見かける。

## 分類
マスクサ節に含めるか、コウボウムギ節(Sect. Macrocephalae)にまとめる。
- コウボウムギ　Carex kobomugi Ohwi
- エゾノコウボウムギ　C. macrocephala Wild. ex Spreg.